# Sosnówka (Wałcz)
Sosnówka – dawna nazwa części miasta Wałcz, nad jeziorem Raduń, na zachodnim krańcu miasta. Do Sosnówki dochodzi ul. F. Chopina.
Ok. 0,4 km na północny wschód leży Morzyca.
Nazwę leśniczówki Sosnówka wprowadzono urzędowo w 1955 roku, zastępując poprzednią niemiecką nazwę Moritzhof Försterei.
Nazwę zniesiono z 2023 r. Nazwa nie występuje w PRNG.